# Koxa
Koxa ist ein Gangsterfilm-Drama aus dem Jahr 2017 von Ekrem Engizek mit Tito Uysal in der Hauptrolle. Der Film spielt in Ludwigsburg in Baden-Württemberg, was neben München einer der Drehorte war. Die Distribution des Films übernahm der Filmverleih Alpha Centauri Studios.
Der Kinostart in Deutschland war am 9. November 2017. Die Premiere fand im UFA-Palast Stuttgart mit Prominenten wie Micaela Schäfer, Ramona Bernhard und Ralf Richter statt.

## Handlung
Als Babo sich mit seinem Schwager Memo, der ebenfalls zu Cenks Clique gehört, auf die Suche nach dem vermeintlichen Schuldigen Serkan machen, ist noch keinem bewusst was für Auswirkungen diese kleine Schwindelei mit sich bringen würde. Serkan wird bedroht, entführt, geschlagen und bewegt sich nicht mehr. Memo gerät in Panik, fühlt sich schuldig und lamentiert über die Träume, die er schon lange habe und dass er das Alles nicht wollte. Er gesteht, dass er mit Cenk und seinen Freunden das ganze Kokain allein konsumiert hat und deckt damit die Lügen vor seinem Schwager auf. Zum Ende des Films wird Babo bewusst, dass er womöglich einen Unschuldigen zur Strecke gebracht hat.

## Kritiken
„Vier junge Türken wollen eine Karriere als Drogendealer starten, was nicht zuletzt deshalb misslingt, weil sie ihre Ware ständig selbst konsumieren. Ein oft wie eine Dokumentation anmutendes Spielfilmdebüt, das den Umgang mit und den Verkauf von Kokain ausnehmend realistisch darstellt und die vier Verlierer-Typen mit der Handkamera auf der Straße, der Couch, in Aggression oder Koma beobachtet. Daraus resultiert ein bemerkenswert unglamouröser und entlarvender Einblick in den deutschen Drogenuntergrund.“

„Die Erfolgsproduzenten Benjamin Eicher und Timo Joh. Mayer verschaffen mit dem aufstrebenden Filmverleih Alpha Centauri Studios in "Koxa" einen Einblick in die Welt der kleinen Gangster, der hart, ungeschönt und ziemlich beeindruckend ist. Regisseur und Produzent Ekrem Engizek nutzt authentische Bilder und elementare Dialoge erfolgreich, um der Szene ein Gesicht zu verleihen. Durch die Verschmelzung von Cinematic- und Dokumentaraufnahmen kreiert er einen Look, der dem Zuschauer das Gefühl gibt, voll dabei zu sein. Mit diesem besonderen Stil, weit weg vom konventionellen Filmlook, inszeniert er eine liebevolle, jedoch gleichzeitig sehr kritische Darstellung einer sozial schwachen Gesellschaft und bietet damit einen ganz neuen Blick auf diese Welt.“

„Ekrem Engizeks Regiedebüt entführt seine Zuschauer in die Welt gelangweilter Drogendealer und langweilt damit schnell selbst. Während die Sprache und das Spiel der Laien noch ansatzweise überzeugen, krankt "Koxa" vor allem an dürftig ausgearbeiteten Charakteren und einer nicht vorhandenen Dramaturgie.“

„die dramatischen Momente entwickeln nie eine tatsächliche Wirkung. Die Figuren bleiben zu distanziert, zu fremd, als dass es einen interessieren könnte, was mit ihnen passiert. Wenn dann noch nicht einmal tatsächlich etwas passiert, dann wird aus der ursprünglich begrüßenswerten Idee, ein raues Drogen-Milieu-Drama zu drehen, eine ziemlich eintönige Angelegenheit.“